# Duck TV
Duck TV – stacja telewizyjna skierowana przede wszystkim do najmłodszych dzieci w wieku żłobkowym i przedszkolnym oraz ich rodziców. Ramówka obejmuje animacje i krótkie bajki rysunkowe. Telewizja emituje reklamy. Produkowana jest przez słowacką spółkę Mega Max Media. O 21:00 na Duck TV puszczany jest blok pt. zasypianie, program działa 24 godziny na dobę. Od października 2008 r. nadawana jest również wersja HDTV kanału. 1 maja 2013 pojawił się w zastępstwie za KidsCo na platformie Inea.
Kanał rozpoczął swoje nadawanie 16 maja 2007 r. pod nazwą Bebe TV. 1 stycznia 2011 r. dokonano rebrandingu stacji na Duck TV.

## Dostępność
- Canal+,
- Polsat Box,
- Orange TV,
- Multimedia,
- UPC,
- Toya,
- TVK Nasza Praca[4]
- Netia,
- Promax,
- East&West,
- Petrus,
- Inea,
- Telewizja Kablowa Toruń,
- Telewizja Kablowa Chopin,
- Play Now TV,
- Satfilm,
- Vectra.